# 선웨
션위에(중국어: 沈月, 병음: Shěn Yuè, 한자음: 심월, 1997년 2월 27일 ~ )는 중국의 배우이다.

## 이력
2017년 개인 첫 웹드라마 《흔들어 봅시다!》(颤抖吧，阿部!)에서 소월일 역을 맡으면서 데뷔했다. 2017년 주연 청춘 드라마 《치아문단순적소미호》에서 어리숙하고 원기왕성하며 기세등등한 소녀인 천샤오시 역을 맡았다. 이후 《유성화원》에서 여주인공 둥산차이 역을 맡아 인기를 얻었다. 팬 이름은 위에빙(月饼)으로 불린다. 2020년 주연 드라마 《아호희환니》에서 긍정적인 성격을 지닌 여주인공 통샤오유 역을 맡았다.
학교 선생님이셨던 아버지께서 배우가 되는 것을 반대하시며, 공무원이나 교사가 되기를 바라셨다고 한다. 하지만 심월은 아버지의 반대를 무릅쓰고 배우가 되기 위해 열심히 노력했다고 한다.

## 출연작

### 드라마
- 2017년 후난위성텔레비전 금응독파극장 《추수기의》 - 정쥐 역
- 2017년 유쿠 웹드라마 《전두파아부》 - 샤오웨 역
- 2017년 텐센트 웹드라마  《치아문단순적소미호》 - 천샤오시 역
- 2018년 후난위성텔레비전 청춘진행중 《유성화원》 - 동산차이 역
- 2019년 아이치이 웹드라마 《칠월과 안생》 - 이안생 역
- 2020년 동방 위성 텔레비전 동방극장 《재일기》 - 샤오저우 역
- 2020년 유쿠 웹드라마 《아호희환니》 - 퉁샤오유 역
- 2021년 유쿠 웹드라마 《기지적상반장》 - 샤량량 역
- 2021년 망고 TV 웹드라마 《아친애적소결》 - 쉬솽자오 역
- 2022년 장쑤 위성 텔레비전 행복극장 《아문저십년》 - 판싱 역
- 2022년 아이치이 웹드라마 《아적반파남우 : 나의 빌런 남친》 - 난싱 역

### 예능
- 2018년 후난위성텔레비전 《친애적객잔》
- 2018년 후난위성텔레비전 《향왕적생활 시즌2》
- 2018년 후난위성텔레비전 《천천향샹》
- 2018년 후난위성텔레비전 《쾌락대본영》
- 2022년 저장 위성 텔레비전 《무한초월반》